# Marie France

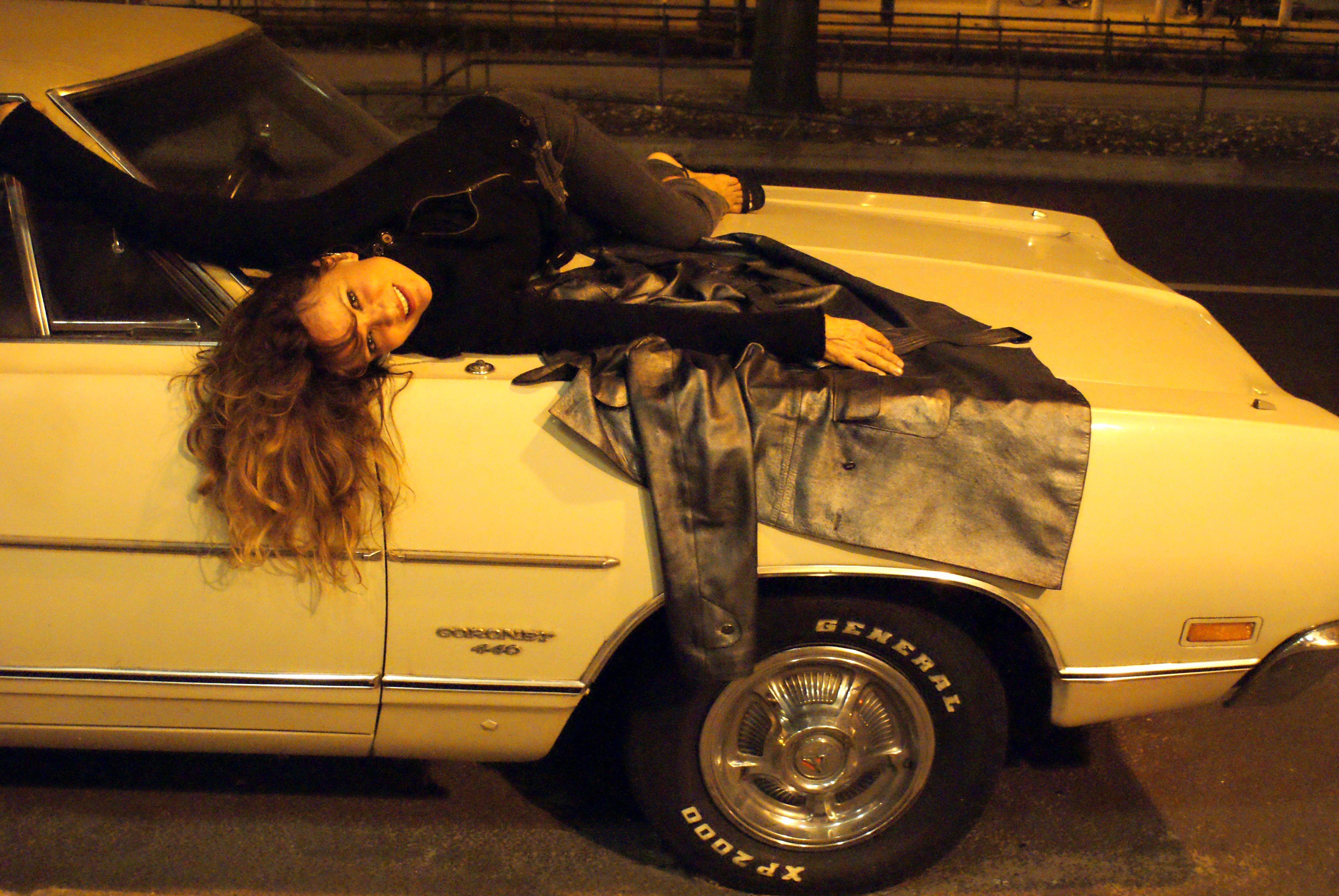
Marie France nach einer Show in Berlin (2008)

Marie-France Garcia (geboren 9. Februar 1946 in Oran, heute: Algerien) ist eine französische Sängerin und Schauspielerin. Sie ist transsexuell und seit den 1970er Jahren sowohl eine Schwulenikone in Frankreich als auch eine Kultfigur der Pariser Kulturszene.

## Leben
Sie wurde 1946 in Oran in der damaligen französischen Kolonie Algerien geboren. 1962, in ihrer Jugend, zog sie mit ihrer Familie nach Paris, wo sie seitdem lebt und aktiv ist. 1964, im Alter von 18 Jahren, nahm sie die weibliche Identität Marie France an. Marie steht dabei für den Vornamen ihrer Mutter, France für ihr Heimatland.
Sie nahm an den Studentenprotesten des Mai 1968 teil. Sie verkehrte in Künstlerkreisen rund um André Téchiné, Jean-Pierre Kalfon, Jacques Higelin und Sapho, die sich oft im Restaurant La Coupole aufhielten. Sie begann 1969, als Showgirl zu arbeiten. Dabei wurde sie für ihre Nachahmung von Marilyn Monroe im Kabarett Alcazar bekannt.
Marie France ist transsexuell. Erstmals engagierte sie sich für LGBT-Rechte in der 1971 gegründeten Aktivistengruppe Front homosexuel d’action révolutionnaire (FHAR) und im Anschluss an deren Auflösung in der von Maud Molyneux begründeten Gruppe Gazolines, in der sich Trans-Frauen und Transvestiten organisierten.
Ihre Schauspielkarriere begann sie in den 1970er Jahren. Dabei spielte sie im Film unter Arthouse-Regisseuren wie Adolfo Arieta und Fernando Arrabal, aber hatte auch Rollen in Mainstream-Filmen wie Les Keufs (1987) und Belle-maman (1999). Am Theater arbeitete sie 1975 unter der Regie von Frédéric Mitterrand. 1979 spielte sie beim Stück Le Navire Night nach Marguerite Duras mit. Marguerite Duras sagte dabei über Marie France: „Ich würde sagen, dass sie die Lager in Emotion und Verlangen spaltet. Es ist unmöglich, nicht von ihr beunruhigt zu sein. Alle. Frauen wie Männer.“
In André Téchinés Film Barocco trat sie 1976 als Sängerin auf und bot On se voit se voir von Philippe Sarde dar, was den Beginn ihrer Gesangskarriere darstellte. 1977 nahm sie ihre Debütsingle unter Rückgriff auf die Komposition von Jay Alanksi und Jacques Duvall auf, wobei Daisy die A-Seite und Déréglée die B-Seite darstellte. Beide Lieder wurden zu Kultliedern. Ihr erstes Album veröffentlichte sie 1981 mit 39 de Fièvre, wobei die Rockband Bijou hierbei mitwirkte. Einige weitere Singles folgten, das nächste Album aber erst 1997 unter dem Namen Marie France.
Von 1983 bis 1987 hatte sie regelmäßige Vorführungen ihrer Marilyn-Monroe-Nachahmung im Alcatraz.
2003 veröffentlichte sie ihre Autobiografie Elle était une fois. 2009 folgte ein Album mit Coverversionen von Brigitte-Bardot-Liedern.
2011 bekam sie den Ordre des Arts et des Lettres vom Kulturminister Frédéric Mitterrand verliehen.

## Filmografie
- 1965: Der letzte Mohikaner
- 1969: Les Chemins de Katmandou
- 1972: Les Intrigues de Sylvia Couski
- 1973: Ich werde laufen wie ein verrücktes Pferd (J'irai comme un cheval fou)
- 1974: Le Jardin des Hespérides
- 1974: Le Sujet ou Le Secrétaire aux mille et un tiroirs
- 1974: Les Noms du Père
- 1975: Spermula
- 1976: Barocco
- 1985: Billy ze Kick
- 1987: Cinématon (#949)
- 1987: Die Unschuldigen (Les Innocents)
- 1987: Les Keufs
- 1991: La Gamine
- 1994: Une expérience d'hypnose télévisuelle (Kurzfilm)
- 1998: Belle-maman
- 2002: Le Défi
- 2003: Alain Pacadis, un héros « in »
- 2003: Le Fantôme d'Henri Langlois
- 2008: Je vous hais petites filles (Kurzfilm)
- 2010: L'Orpheline avec en plus un bras en moins
- 2012: Le Prolongement de moi

## Diskografie
Singles
- Daisy / Déréglée (1977; Romantik)
- Los Angeles / Marie-Françoise se suicide (1978; Philips)
- Chez moi à Paris / Comme les autres (1981; Philips)
- Je ne me quitterai jamais / Corps diplomatique (1982; RCA)
- Champs-Élysées / Est-ce que vous avez du feu ? (1983; RCA)
- Le P’tit bordel / La ligne de chance (1997; Last Call)
- Je vous veux / Marie-Antoinette is not dead ou dans quelle position je vous laisse (2008; Rotorelief)
- La Madrague (2009; JPB Production)
- Le Détecteur de mensonges (2011; Freaksville Records)

Alben
- 39 de fièvre (1981; RCA)
- Marie France (1997; Last Call)
- Raretés (2006; Edina)
- Phantom featuring Marie France (2008; Freaksville records)
- Marie France visite Bardot (2009; JPB Production)
- Kiss (2012; Freaksville records)